# Vjatsjeslav Semenov
Vjatsjeslav Semenov (Oekraïens: В'ячеслав Михайлович Семенов, Russisch: Вячеслав Михайлович Семёнов) (Kiev, 18 augustus 1947 – 12 augustus 2022) was een voetballer uit de Sovjet-Unie, van Oekraïense afkomst. Voor het uiteenvallen van de Sovjet-Unie werd zijn naam steevast in het Russisch geschreven, Vjatsjeslav Semjonov.

## Biografie
Semjonov begon zijn carrière bij Dinamo Kiev, maar kon daar geen basisplaats veroveren en maakte in 1969 de overstap naar Zarja Vorosjilovgrad, waarmee hij in 1972 de landstitel veroverde. Het was de eerste keer dat een club buiten Kiev of Moskou kampioen werd. Het jaar erop keerde hij terug naar Dinamo en speelde nu vaker maar werd nog geen vaste waarde en ging in 1975 een seizoen voor Dnjepr Dnjepropetrovsk spelen. Nadat hij nog terugkeerde naar Zarja beëindigde hij zijn carrière bij SKA Kiev.
In 1972 speelde hij elf wedstrijden voor het nationale elftal en maakte zijn debuut in een vriendschappelijke wedstrijd tegen Uruguay. Met de olympische selectie veroverde hij brons op de Spelen in München.